# Дублінська декларація Ради Європи
Дублінська декларація (конвенція) (англ. Dublin Declaration) — міжнародна угода Ради Європи, яка просуває культуру, яка відкидає ґендерну дискримінацію та насильство, сексизм, ґендерні стереотипи, та ґендерно зумовлені владні відносини. В Конвенції зазначається необхідність врахування ролі чоловіків та хлопчиків в запобіганні та протидії насильству щодо жінок, заохочення їхньої освіти у відповідних сферах. Дублінська декларація також містить заклик до тих держав, які підтримали, але ще не ратифікували Стамбульську конвенцію зробити це і підтримати спільні зусилля в протидії ґендерно зумовленому насильству та дискримінації.

## Ратифікація
Тридцять вісім держав Ради Європи, в тому числі Україна ратифікували Дублінську конвенцію. Конвенція була підтримана Албанією, Андоррою, Вірменією, Австрією, Бельгією, Боснією і Герцеговиною, Хорватією, Кіпром, Данією, Естонією, Фінляндією, Францією, Грузією, Німеччиною, Грецією, Ісландією, Ірландією, Італією, Латвією, Ліхтенштейном, Литвою, Люксембургом, Мальтою, Республікою Молдова, Монако, Чорногорією, Нідерландами , Північною Македонією, Норвегією, Португалією, Румунією, Сан-Марино, Сербією, Словенією, Іспанією, Швецією, Україною та Сполученим Королівством після дводенної конференції міністрів юстиції, організованої головуванням Ірландії в Раді Європи 30 вересня 2022.

## Зміст
Взявши за основі Стамбульську декларацію підписанти Дублінської декларації беруть на себе зобов'язання:
- активно просувати на найвищому рівні інституційну та політичної культуру, яка відкидає гендерну дискримінацію та насильство, сексизм, гендерні стереотипи та гендерну динаміку влади в державному та приватному секторах.
- забезпечити, щоб стратегії, які спрямовані на запобігання та боротьбу з насильством щодо жінок, також включали роль чоловіків та хлопчиків у запобіганні насильству щодо жінок.

- систематичне проведення кампаній з підвищення обізнаності як невід’ємної та повністю фінансованої частини довгострокових планів дій щодо насильства щодо жінок.
- вживати заходів для включення в офіційні навчальні програми всіх рівнів освіти навчальних матеріалів з таких питань, як принцип рівності між жінками та чоловіками, нестереотипні гендерні ролі, взаємна повага, ненасильницьке вирішення конфліктів у міжособистісних стосунках, гендерне насильство щодо жінок та право на особисту недоторканість.
- надавати вказівки щодо освітніх матеріалів у цій сфері та сприяти навчанню освітян, а також створенню платформ знань для обміну передовим досвідом.
- заохочення початкової підготовки та підвищення кваліфікації всіх відповідних спеціалістів, у тому числі в системі кримінального правосуддя.
- вживати всіх можливих заходів для забезпечення того, щоб епізоди насильства брали до уваги суди при вирішенні питання про право на опіку та побачення.
- поширення та розвиток програм для кривдників щодо виходу з домашнього насильства та сексуального насильства, які діють відповідно до стандартів і принципів, викладених у Стамбульській конвенції.
- звернення до Ради Європи з проханням провести порівняльне дослідження в державах-членах щодо існуючих моделей і підходів до програм для злочинців та їх результатів.
- запропонувати державам, які ще не підписали та не ратифікували Стамбульську конвенцію та посилити зусилля щодо впровадження існуючих міжнародних правових стандартів у сфері гендерної рівності та насильства щодо жінок.[1]